# Jonte Halldén
Jonte Halldén, född 2 september 1974 i Stockholm, är en svensk skådespelare.
Halldén filmdebuterade 1996 i David Flamholcs Vackert väder, där han spelade rollen som Marcus. 1997 medverkade han i Nattbuss 807 och 1999 i Sherdil, båda regisserade av Flamholc. 2013 spelade han i kortfilmen Fagins oskrivna monolog av Bahador Shahidi.

## Filmografi
- 1996 – Vackert väder
- 1997 – Nattbuss 807
- 1999 – Sherdil
- 2013 – Fagins oskrivna monolog (kortfilm)